# NGC 5615
NGC 5615 is een spiraalvormig sterrenstelsel in het sterrenbeeld Ossenhoeder. Het hemelobject werd op 1 maart 1851 ontdekt door de Ierse astronoom William Parsons.

## Synoniemen
- MCG 6-32-23
- VV 77
- Arp 178
- PGC 51435